# إرنست بالمر (مصور سينمائي)
إرنست بالمر (بالإنجليزية: Ernest Palmer)‏ هو مصور سينمائي أمريكي، ولد في 6 ديسمبر 1885 في كانساس سيتي في الولايات المتحدة، وتوفي في 22 فبراير 1978 في باسيفيك بلسيدس، لوس أنجلوس ‏ في الولايات المتحدة.

## وصلات خارجية
- إرنست بالمر على موقع IMDb (الإنجليزية)
- إرنست بالمر على موقع ألو سيني (الفرنسية)
- إرنست بالمر على موقع أول موفي (الإنجليزية)
- إرنست بالمر على موقع قاعدة بيانات الأفلام السويدية (السويدية)
- إرنست بالمر على موقع قاعدة بيانات الفيلم (الإنجليزية)
- إرنست بالمر على موقع كينوبويسك (الروسية)